# طاقة موجية
الطاقة الموجية (بالإنجليزية: Wave power)‏ هي نقل الطاقة من أمواج المحيط السطحية، وتسخيرها في اشغال ميكانيكية مفيدة مثل توليد الكهرباء، تحلية المياه أو ضخ المياة إلى المخازن المائية.
و تعتبر أحد أنواع الطاقة المتجددة. وهي تختلف كليا عن طاقة المد والجزر. ولا زالت تقنية الطاقة الموجية حاليا غير موظفة تجاريا مع العلم بوجود بوادر استعمالها منذ عام 1890 على الأقل. وتوجد أول مزرعة موجية في العالم في البرتغال، وتحتوي على ثلاثة محولات بقوة 750 كيلو واط للمحول الواحد.
تتميز الطاقة الموجية عن طاقة المد والجزر، التي تلتقط طاقة التيار الناتجة عن قوة الجاذبية للشمس والقمر. كما يختلف كل من الأمواج والمد والجزر عن تيارات المحيط التي تسببها قوى أخرى، بما في ذلك موجات الارتطام والرياح وتأثير كوريوليس والفروق في درجة الحرارة ونسبة الملوحة.
لا يُعتبر توليد الطاقة الموجية تكنولوجيا تجارية مُستخدمة على نطاق واسع مقارنة بمصادر الطاقة المتجددة الأخرى مثل طاقة الرياح والطاقة المائية والشمسية. ومع ذلك، كانت هناك محاولات لاستخدام مصدر الطاقة هذا منذ عام 1890 على الأقل، وذلك عائد بشكل رئيسي إلى كثافة الطاقة العالية. وعلى سبيل المقارنة، تبلغ كثافة الطاقة للوحات الضوئية الجهدية 1 كيلو واط/متر مربع عند ذروة الإشعاع الشمسي، وتبلغ كثافة طاقة الرياح 1 كيلو واط/متر مربع في 12 م/ثانية. بينما يبلغ متوسط كثافة الطاقة السنوية للموجات، على سبيل المثال على ساحل سان فرانسيسكو 25 كيلو واط/متر مربع.
وفي عام 2000، تم تركيب أول جهاز تجاري لتوليد الطاقة بالموجات (أيلا إل آي إم بي إي تي) على ساحل جزيرة آيلا في اسكتلندا، ووُصِلَ بالشبكة الوطنية. وفي عام 2008، افتُتِحَت أول مزرعة تجريبية لطاقة الأمواج متعددة المولدات في البرتغال في متنزه أجوسادورا ويف بارك.

## المفاهيم الفيزيائية
تتولّد الأمواج بفعل الرياح التي تمر فوق سطح البحر. طالما أن الموجات تنتشر بسرعة أبطأ من سرعة الرياح فوق الأمواج مباشرة، فإن الطاقة تنتقل من الرياح إلى الأمواج. الاختلافات في ضغط الهواء بين الجزء المقابل للرياح والجانب المحجوب عنها من قمة الموجة، فضلاً عن الاحتكاك على سطح الماء بفعل الرياح الذي يجعل الماء يبلغ إجهاد القص، جميعها تتسبّب في تضخم الأمواج.
يُحدّد ارتفاع الموجة بواسطة سرعة الرياح، وهي الفترة الزمنية التي تهب فيها الرياح (المسافة التي تحث الرياح بها الأمواج) وبواسطة عمق وتضاريس قاع البحر (التي يمكن أن تركز أو تنشر طاقة الأمواج). لن ينتج عن سرعة رياح معينة موجات أكبر حتى في حال كان لها حد فعلي مطابق على أي وقت أو مسافة. وعند بلوغ هذا الحد، يُقال إن البحر «قد تطور بالكامل».
بشكل عام، تكون الموجات الأكبر أكثر قوة ولكن الطاقة الموجية يتم تحديدها أيضًا بواسطة سرعة الموجة وطولها وكثافة المياه.
تبلغ الحركة المتذبذبة أقصاها على السطح وتتضاءل إلى حد كبير عند الاتجاه نحو العمق. ومع ذلك، بالنسبة للموجات الراكدة (الارتطام) بالقرب من شاطئ عاكس، فإن الطاقة الموجية تظهر بشكل تذبذبات الضغط بعمق كبير، ما ينتج عنه هزّات خفيفة. تكون تقلبات الضغط هذه عند عمق أكبر بحجم أصغر من أن تكون واضحة بالنسبة لقوة الموجة.
تنتشر الأمواج على سطح المحيط، كما يتم نقل الطاقة الموجية بشكل أفقي بسرعة الزمرة. ويسمى متوسط معدل نقل الطاقة الموجية عبر مستوى عمودي لعرض الوحدة، بالتوازي مع قمة الموجة، تدفق طاقة الموجة (أو طاقة الموجة، الذي يجب عدم الخلط بينه وبين الطاقة الفعلية التي يولّدها جهاز الطاقة الموجية).

### خصائص المياه العميقة
تتوافق المياه العميقة مع عمق مياه أكبر من نصف طول الموجة، وهو الوضع الشائع في داخل البحر والمحيط. في المياه العميقة، تنتشر الموجات الأطول وتنقل طاقتها بشكل أسرع. تساوي سرعة مجموعة المياه العميقة نصف سرعة الطور. أما في الماء الضحل، بالنسبة لأطوال الموجة الأكبر بنحو عشرين ضعف من عمق المياه، كما هو موجود غالبًا بالقرب من الساحل، تكون سرعة المجموعة مساوية لسرعة الطور.

## تقنيات حديثة
تُصنّف أجهزة الطاقة الموجية بشكل عام حسب الطريقة المستخدمة لالتقاط طاقة الأمواج أو الاستفادة منها بحسب الموقع وبحسب نظام مأخذ الطاقة. تمثل هذه المواقع الشاطئ والمناطق القريبة من الساحل والشاطئ البحري. وتشمل أنواع نظام مأخذ الطاقة: المضخة الهيدروليكية، والمضخة التمعجية ومضخة الشاطئ والطاقة الكهرمائية والطاقة الهوائية ومحرك خطي. عند تقييم الطاقة الموجية كنوع من التكنولوجيا، من المهم التمييز بين الأساليب الأربعة الأكثر شيوعًا لها وهي: عوامات نقاط الاستيعاب، مثبطات السطح وأعمدة المياه المتذبذبة والخزانات المرتفعة.

## التأثيرات على البيئة
تشمل المخاوف والمشاكل البيئية المشتركة المرتبطة بتطورات الطاقة البحرية على ما يلي:
- خطر تعرض الثدييات والأسماك البحرية لشفرات عنفات المد والجزر؛
- آثار المجالات والحقول الكهرومغناطيسية والضوضاء تحت الماء الناجمة عن تشغيل أجهزة الطاقة البحرية؛
- الوجود الفعلي لمشاريع الطاقة البحرية وإمكانية تغيير سلوك الثدييات البحرية والأسماك والطيور البحرية بفعل الجذب أو التجنب؛
- التأثير المحتمل على البيئة البحرية القريبة والبعيدة وآثار العمليات المرتبطة مثل نقل الرواسب وجودة المياه.

توفر قاعدة بيانات تيثيس إمكانية الحصول على الأبحاث العلمية والمعلومات العامة عن الآثار البيئية المحتملة الناتجة عن الطاقة الموجية.

## التحديات
يوجد تأثير محتمل الحدوث على البيئة البحرية. فقد يكون للتلوث الضوضائي، على سبيل المثال، تأثير سلبي في حال لم يوضع تحت المراقبة، على الرغم من أن الضوضاء والتأثير المرئي لكل تصميم يتباين بشكل كبير. تجري الآن دراسة الآثار البيولوجية الفيزيائية الأخرى لتوسيع التكنولوجيا مثل (النباتات والحيوانات ونظم الرواسب وهيكل الأعمدة المائية والتدفقات). فيما يتعلق بالتحديات الاجتماعية الاقتصادية، يمكن لمزارع الأمواج أن تؤدي إلى تشريد الصيادين والتجار من أراضي الصيد المنتجة، إلى جانب قدرتها في أن تغير نمط تغذية رمال الشواطئ، وقد تشكل أيضًا مخاطر على أمن الملاحة. وعلاوة على ذلك، فإن الهياكل الأساسية الداعمة، مثل وصلات الشبكة البحرية، ليست متاحة على نطاق واسع. إذ تخضع عمليات النشر البحرية للمراكز الفرعية التابعة لمراكز الشبكة العالمية (دبليو إي سي إس) والمحطات الفرعية تحت الماء، لإجراءات صارمة، ما قد يؤدي إلى إجهاد مفرط في الشركات العاملة في هذه التطبيقات. في عام 2019، على سبيل المثال، تمت تصفية شركة إيه بي التابعة للإنتاج السويدي بسبب «تحديات واسعة النطاق قد حدثت في السنوات الأخيرة سواء العملية منها أم المالية».

## اقرأ أيضا
- طاقة إسموزية